# El Reguer (Campdevànol)
El Reguer és una obra de Campdevànol (Ripollès) inclosa a l'Inventari del Patrimoni Arquitectònic de Catalunya.

## Descripció
Construcció rural allargassada amb certes connotacions culturals. El més destacable és la situació de l'eixida respecte a l'habitatge, que es troba dins el corral i a la part posterior de la construcció. En aquesta casa la solució atípica d'una eixida de grans dimensions i reculada respecte al cos principal de l'edifici és un cas poc freqüent en les construccions rurals de la contrada.